# Vizma Belševica
Vizma Belševica (født 30. maj 1931 i Riga i Letland, død 6. august 2005 sammesteds) var en lettisk digter, forfatter og oversætter. Hun var gentagne gange nomineret til Nobelprisen i litteratur.
Belševicas far Jānis Belševics var arbejder, mens hendes mor Ieva Belševica (pigenavn Cīrule) var husmor. Familien var relativt fattig, eftersom kun den ene af de to ægtefæller havde lønnet arbejde. Vizmas far havde alkoholproblemer, der forværres, da han i forbindelse med Den Store Depression mistede sit job som bager. Vizma Belševica blev født  i førkrigstidens Riga, hovedstaden i et kapitalistisk og demokratisk Letland, hvor hun tilbragte det meste af sin barndom. Byen omtales ofte i hendes værker, især hendes mest berømte værk, den selvbiografiske trilogi "BILLE", mens tiden tilbragt i Kurland, på hendes slægtninges lille gård også spiller en vigtig rolle i hendes digte og skrifter. Hendes søn Klāvs Elsbergs var en kendt lettisk digter i 1980'erne, og hendes anden søn Jānis er også forfatter.

## Æresbevisninger
At modtage Nobelprisen var hendes barndoms drøm; hun, som en fattig, men oplyst pige, tilbragte meget af sin tid på at læse klassisk litteratur. Belševicas arbejde er blevet anerkendt: den 6. december 1990 blev hun valgt til æresmedlem af Letlands Videnskabsakademi, hun har to gange modtaget Spidolaprisen, hvilket er den højeste anerkendelse indenfor lettisk litteratur. Belševica har også modtaget den højeste udmærkelse fra den lettiske stat, nemlig Trestjerneordenen.

## Digte oversat til dansk
- Belsevica, Vizma (1980). "Tre digte". Hvedekorn (4). ISSN 0018-8093.
- Belševica, Vizma; Nielsen, Per (1989). "Angst for øjeblikket. Jeg ved faktisk godt hvor du er. Inkvisition. Ulven. Ordet som vokser i dine øjne. Motiv fra Rom: Slaven. Jeg bærer min kærlighed". Lyrik / Nordisk Litteratur Forlag (28): 23-24. ISSN 0106-7249.
- Belševica, Vizma (1992). Kærlighed, simpelthen. S.O.L. Århus: Husets Forlag. ISBN 87-7483-284-0.